# Косруп
Косруп (на гръцки: Μεσορόπη, Месоропи) е село в Егейска Македония, Гърция, дем Кушница, област Източна Македония и Тракия.

## География
Селото е разположено на 310 m надморска височина в южните склонове на планината Кушница (Пангео). Отдалечено е от Правища на 20 километра в югозападна посока.

## История

### В Османската империя
В края на XIX век Косруп е голямо гръцко село в Правищка каза на Османската империя. Александър Синве („Les Grecs de l’Empire Ottoman. Etude Statistique et Ethnographique“), който се основава на гръцки данни, в 1878 година пише, че в Месоропи (Messoropi) живеят 960 гърци. В 1889 година Стефан Веркович („Топографическо-этнографическій очеркъ Македоніи“) пише за Косруп:
| „ | Косруп, християнско село; 1 църква, 1 училище. Част от населението се занимава със земеделие, а другата с изготвяне на тъкани от козина (мутафчилък). Жителите са гърци. От града е на 4 часа разстояние. | “ |

В края на XIX век Васил Кънчов нарича Косорик „голямо гръцко село, [в което] работят с чулове и чували“. Към 1900 година според статистиката на Кънчов („Македония. Етнография и статистика“) в Кусоробъ (Косрупъ) живеят 780 жители гърци християни.
По данни на секретаря на Българската екзархия Димитър Мишев („La Macédoine et sa Population Chrétienne“) в 1905 година в Koussorob (Kosroup) има 755 жители гърци.

### В Гърция
В 1913 година селото попада в Гърция след Междусъюзническата война. В 20-те години в селото са заселени десетина гръцки бежански семейства и 47 души. Българска статистика от 1941 година показва 1456 жители.
Населението отглежда тютюн и пшеница. В миналото е развито и скотовъдството.
| Име               | Име                | Ново име    | Ново име    | Описание                                |
| ----------------- | ------------------ | ----------- | ----------- | --------------------------------------- |
| Узунджова         | Οὐζόντζοβα         | Воскос      | Βοσκός      | връх в Кушница (1900,8 m), С от Косруп  |
| Кирк Сони Вриси   | Κίρκ Σονὴ Βρυση    | Клефтовриси | Κλεφτόβρυση |                                         |
| Чашман Сони Вриси | Τσασμὰν Σονὴ Βρυση | Восковриси  | Βοσκόβρυση  |                                         |
| Кешеш Гьолу       | Κεσὲς Γιολοῦ       | Гидострато  | Γιδόστρατο  |                                         |
| Чешме             | Τσεσμὲ             | Врисес      | Βρῦσες      | местност в Кушница, С от Косруп         |
| Воклес            | Βόκλες             | Скамена     | Σκαμένα     | връх в Кушница, З от Косруп             |
| Борос             | Μπόρος             | Ксиротопос  | Ξηρότοπος   | местност Ю от Косруп                    |
| Чифлик            | Τσιφλίκι           | Агроктима   | Αγρόκτημα   | местност Ю от Косруп                    |
| Пилаф тепе        | Πιλὰφ Τεπὲ         | Авго        | Αύγο        | връх в Кушница (1835,5 m), СИ от Косруп |

| Година    | 1913 | 1920 | 1928 | 1940 | 1951 | 1961 | 1971 | 1981 | 1991 | 2001 | 2011 | 2021 |
| --------- | ---- | ---- | ---- | ---- | ---- | ---- | ---- | ---- | ---- | ---- | ---- | ---- |
| Население | 1478 | 866  | 1197 | 1400 | 1309 | 1207 | 802  | 735  | 648  | 610  | 456  | 467  |

## Личности
Родени в Косруп
- Василеос Кирязис (Βασίλειος Κυριαζής), гръцки андартски деец, четник на Дукас Дукас, участва в сражението при Пършово[9]
- Димитриос Хадзулас, гръцки андартски капитан
- Панкратий Ксулогис (р. 1944), гръцки старостилен епископ